# Bangladesh Railway

Eisenbahnnetz von Bangladesch mit den verschiedenen Spurweiten

Bangladesh Railway (BR, bengalisch বাংলাদেশ রেলওয়ে) ist die staatliche Eisenbahngesellschaft, die den gesamten Eisenbahnverkehr in Bangladesch betreibt. Die Gesellschaft untersteht dem Eisenbahnministerium von Bangladesch. Hauptkennzeichen des Eisenbahnverkehrs in Bangladesch ist die Koexistenz zweier verschiedener Spurweiten, der indischen Breitspur (1676 mm, 5½ Fuß) und der Meterspur (1000 mm). Die ungefähre Trennlinie zwischen beiden Spursystemen bildet der Ganges bzw. die Padma. Dieser Dualismus geht auf die britische Kolonialzeit zurück. In den letzten Jahren gibt es Bestrebungen, die Strecken zunehmend als Dreischienengleise (dual gauge) auszubauen bzw. neu zu bauen und langfristig komplett auf Breitspur umzustellen. Bangladesh Railway hat derzeit 25.083 reguläre Angestellte (Stand: Oktober 2014). Der Generaldirektor des Unternehmens ist Amzad Hossain.

## Kenndaten des Eisenbahnnetzes von Bangladesch
| Betriebszustand | Betriebszustand | Meterspur | Breitspur | 3 Schienen | Gesamt   |
| --------------- | --------------- | --------- | --------- | ---------- | -------- |
| in Betrieb      | gesamt          | 1.784,68  | 507,10    | 364,15     | 2.655,93 |
| in Betrieb      | West-Zone       | 501,64    | 507,10    | 280,55     | 1289,29  |
| in Betrieb      | Ost-Zone        | 1283,04   | 0         | 83,60      | 1366,64  |
| stillgelegt     | gesamt          | 53,65     | 175,09    | 0          | 228,74   |
| stillgelegt     | West-Zone       | 29,51     | 175,09    | 0          | 204,60   |
| stillgelegt     | Ost-Zone        | 24,14     | 0         | 0          | 24,14    |
| Gesamt          | Gesamt          | 1.838,33  | 682,19    | 364,15     | 2884,67  |

Derzeit (Stand: 2015) umfasst das Schienennetz von Bangladesh Railway 2884,67 Kilometer. Im Jahr 1970, kurz vor der Unabhängigkeit Bangladeschs, betrug die Gesamt-Streckenlänge 2858 Kilometer. Durch Streckenstilllegungen verminderte sich die Gesamtlänge bis 2006 auf 2656 km. Seit der Unabhängigkeit wurden 138,89 km Strecke neu gebaut (davon 103,7 km Dreischienengleise) und 228,74 km stillgelegt.
Aufgrund der beiden verschiedenen Spurweiten ist die Eisenbahnadministration von Bangladesh Railway in zwei „Zonen“ unterteilt, die Ost-Zone (East Zone) und die West-Zone (West Zone). Auf die Ost-Zone entfallen 1390,78 Kilometer, die überwiegend Meterspur aufweisen, wobei das Netz überwiegend einspurig ist. Nur ein Teil der wichtigen Strecke Dhaka-Chittagong ist zweispurig. Derzeit werden weitere Strecken ausgebaut. Die West-Zone umfasste im Jahr 2015 1289 km überwiegend breitspurige Eisenbahnlinien, davon waren 96 Kilometer zweispurig.

## Kompatibilität mit den Spurweiten und Spezifikationen der Nachbarländer

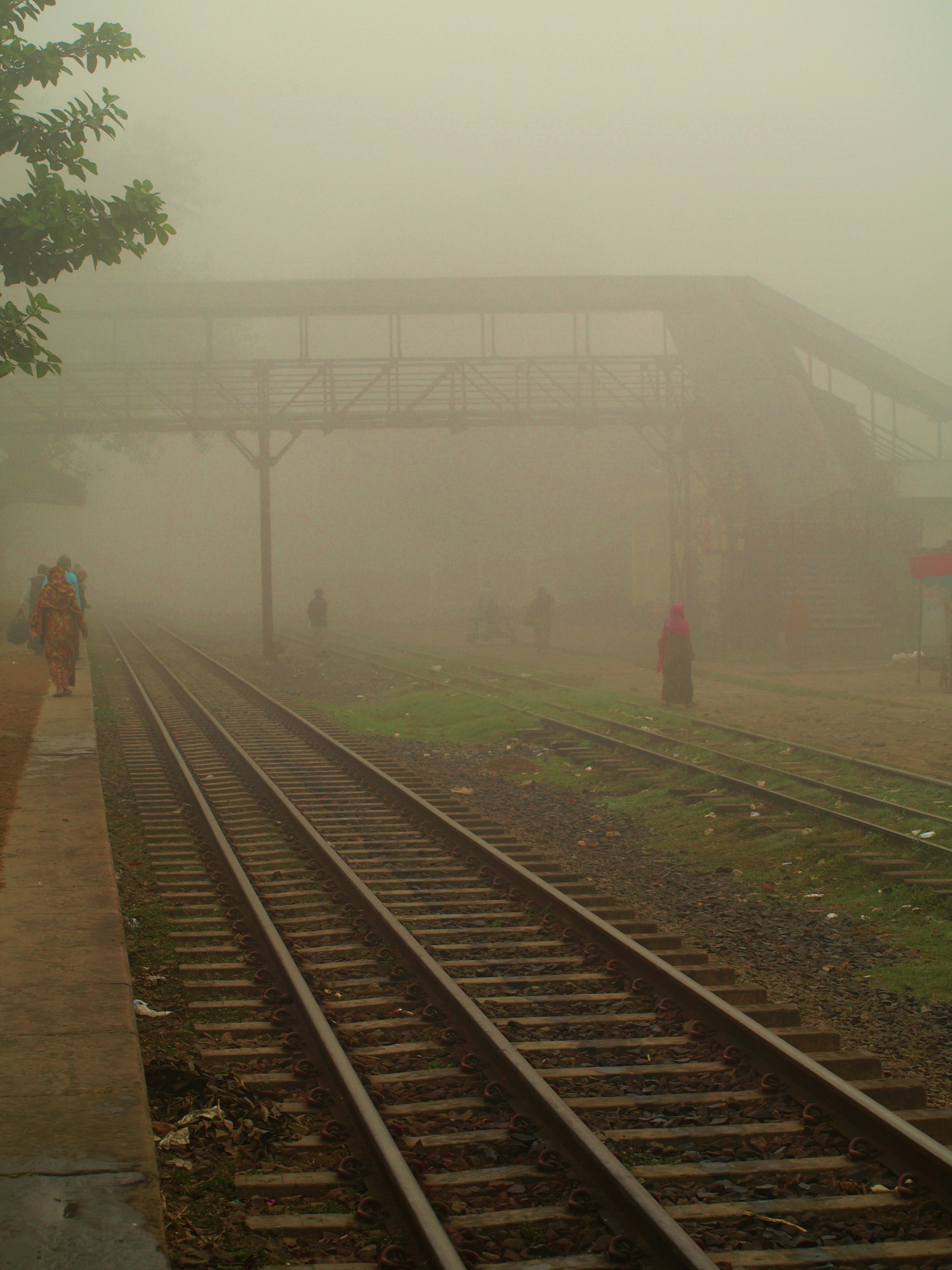
Bahnstrecke mit Dreischienengleisen (Breitspur/Meterspur) im Abendnebel bei Azimnagar im Distrikt Natore

Bangladesch ist fast vollständig von indischem Territorium umgeben. Nur im Südosten gibt es einen vergleichsweise kurzen Grenzabschnitt zu Myanmar. In ganz Südostasien, von Singapur über Vietnam und Myanmar bis zur indischen Grenze bei Tamu sind die Eisenbahnen in Meterspur ausgelegt. In Bangladesch verläuft die Trennlinie zwischen Meter- und Breitspur etwa entlang des Ganges bzw. der Padma. In dem Gebiet zwischen Jamuna und Ganges existieren beide Spurweiten. Östlich und nördlich davon herrscht die Meterspur vor, westlich davon die Breitspur. Das Streckennetz von Indian Railways weist ebenso wie das von Pakistan Railways überwiegend Breitspur auf. Die in Indien zum Teil vorhandenen Meterspur-Linien werden nach und nach auf Breitspur umgestellt (Project Unigauge). In den asiatischen Staaten außerhalb des indischen Subkontinents und Südostasiens, wie der Volksrepublik China, dem Iran oder der Türkei ist weder Breit- noch Meterspur, sondern die Normalspur von 1435 mm Spurweite in Verwendung.
Derzeit besitzt Bangladesh Railway mehrere Eisenbahnverbindungen zum indischen Eisenbahnnetz, aber keine Direktverbindung zu den Eisenbahnen Myanmars. Langfristiges Ziel von Bangladesh Railway ist die komplette Umstellung auf Breitspur, genauso wie in Indien. Dies ist jedoch eine Aufgabe von Jahrzehnten, auch da die vorhandenen Lokomotiven und Wagen in Meterspur noch lange Zeit in Gebrauch sein werden.
Ein weiterer Aspekt der Kompatibilität betrifft die maximale zulässige Achslast. In Bangladesch liegt diese bei 22,5 Tonnen, in Indien bei 22,82 Tonnen und in Pakistan variiert sie zwischen 17,27 und 22,86 Tonnen. Indien plant, diesen Wert graduell allmählich auf 25 Tonnen anzuheben. Diese Maßnahme betrifft eher den Schwerlasttransport, weshalb hier keine größeren Inkompatibilitäten erwartet werden. Die Bremssysteme sind bisher zwischen Indien und Bangladesch uneinheitlich. Während Indian Railways weitgehend auf Druckluftbremsen umgestellt hat, ist Bangladesh Railway noch dabei, seine Saugluftbremssysteme auf Druckluftbremsen umzustellen.

## Passagierzahlen und Frachtverkehr
| Jahr | Fahrgastzahl (Millionen) | Fahrgastzahl (Millionen) | Fahrgastzahl (Millionen) | Personenkilometer (Milliarden) | Personenkilometer (Milliarden) | Personenkilometer (Milliarden) | Durchschnittliche Fahrstrecke (km) | Durchschnittliche Fahrstrecke (km) | Durchschnittliche Fahrstrecke (km) |
| Jahr | Ost                      | West                     | Gesamt                   | Ost                            | West                           | Gesamt                         | Ost                                | West                               | Gesamt                             |
| ---- | ------------------------ | ------------------------ | ------------------------ | ------------------------------ | ------------------------------ | ------------------------------ | ---------------------------------- | ---------------------------------- | ---------------------------------- |
| 1970 | k. A.                    | k. A.                    | 72,9                     | k. A.                          | k. A.                          | 3,3                            | k. A.                              | k. A.                              | 45,5                               |
| 1995 | 22,5                     | 17,7                     | 39,6                     | 2,9                            | 1,1                            | 4,0                            | 129,4                              | 63,5                               | 101,8                              |
| 2005 | 26,9                     | 15,6                     | 42,3                     | 3,1                            | 1,1                            | 4,2                            | 114,5                              | 69,1                               | 98,6                               |

Die Gesamtzahl der mit der Eisenbahn in Bangladesch transportierten Fahrgäste ist im Zeitraum von 1971 bis 2005 deutlich zurückgegangen (um etwa 42 Prozent, von 72,9 auf 42,3 Millionen), obwohl sich in diesem Zeitraum die Bevölkerung des Landes etwa verdoppelt hat. Die Gesamt-Transportleistung (Personenkilometer) hat im gleichen Zeitraum jedoch um etwa 26 Prozent zugenommen (von 3,3 auf 4,2 Milliarden). Dies reflektiert ein verändertes Nutzungsverhalten. Die durchschnittliche Fahrstrecke hat sich mehr als verdoppelt.
Nach eigener Einschätzung von Bangladesh Railway sind die Pünktlichkeit, Verzögerungen von Zügen und der Ausfall von Zugverbindungen ein erhebliches Problem. Die durchschnittliche Pünktlichkeit wird mit 60 % angegeben. Im Jahr 1970 lag diese noch bei über 80 %. Ein gravierender Schwachpunkt ist auch die niedrige durchschnittliche Reisegeschwindigkeit von etwa 32 km/h. Auf fast der Hälfte des Streckennetzes bestehen Geschwindigkeitsbeschränkungen von 50 km/h oder weniger. Ein wesentlicher Grund hierfür ist der relativ schlechte oder veraltete Zustand der Eisenbahninfrastruktur (Gleise, Brücken etc.). Ein anderer Grund sind die zahlreichen unbeschrankten Bahnübergänge.
| Jahr | Fracht (Millionen Tonnen) | Fracht (Millionen Tonnen) | Fracht (Millionen Tonnen) | Tonnenkilometer (Millionen) | Tonnenkilometer (Millionen) | Tonnenkilometer (Millionen) | Durchschnittlicher Transportweg (km) | Durchschnittlicher Transportweg (km) | Durchschnittlicher Transportweg (km) |
| Jahr | Ost                       | West                      | Gesamt                    | Ost                         | West                        | Gesamt                      | Ost                                  | West                                 | Gesamt                               |
| ---- | ------------------------- | ------------------------- | ------------------------- | --------------------------- | --------------------------- | --------------------------- | ------------------------------------ | ------------------------------------ | ------------------------------------ |
| 1970 | k. A.                     | k. A.                     | 4,87                      | k. A.                       | k. A.                       | 1265                        | k. A.                                | k. A.                                | 259,3                                |
| 1995 | 1,65                      | 1,42                      | 2,73                      | 488                         | 271                         | 760                         | 296,2                                | 190,5                                | 278,5                                |
| 2005 | 1,36                      | 2,34                      | 3,21                      | 402                         | 415                         | 817                         | 295,9                                | 176,7                                | 254,7                                |

Hinsichtlich des Güterverkehrs ist der relative Anteil der Eisenbahn am Gesamt-Gütertransport in Bangladesch in den letzten Jahrzehnten deutlich gesunken. Seit 1971 sank er von etwa 30 auf ungefähr 5 Prozent. Auch in absoluten Zahlen gab es einen Rückgang von 49 Millionen Tonnen 1970 auf 32 Millionen Tonnen 2005. Als Gründe hierfür wurden eine schlechte Administration der Eisenbahn, geringe Investitionen und eine ungenügende Instandhaltung der Eisenbahnnetz-Infrastruktur genannt. Im gleichen Zeitraum vergrößerte sich das Netz befestigter Straßen von 3000 Kilometern auf etwa 50.000 Kilometer. Etwa 80 bis 85 Prozent des Gütertransports findet heute auf der Straße statt.
Eine Ausnahme bildet der Containertransport, der Wachstumsraten von 5–10 % jährlich aufweist. Die Art der transportierten Güter hat sich im Laufe der Jahre stark gewandelt. Wurden 1970 noch 292.000 Tonnen Zement, 138.000 Tonnen Kohle, 664.000 Tonnen Jute und 246.000 Tonnen Rohzucker transportiert, waren diese Güter im Jahr 2005 fast vollständig von der Schiene verschwunden. 1970 gab es noch gar keinen Containertransport während dieser im Jahr 2005 530.000 Tonnen ausmachte. Die durchschnittliche Transportgeschwindigkeit von Güterzügen beträgt 23 km/h, was einen im Vergleich zu anderen asiatischen Staaten sehr niedrigen Wert darstellt.

## Lokomotiven und Waggons

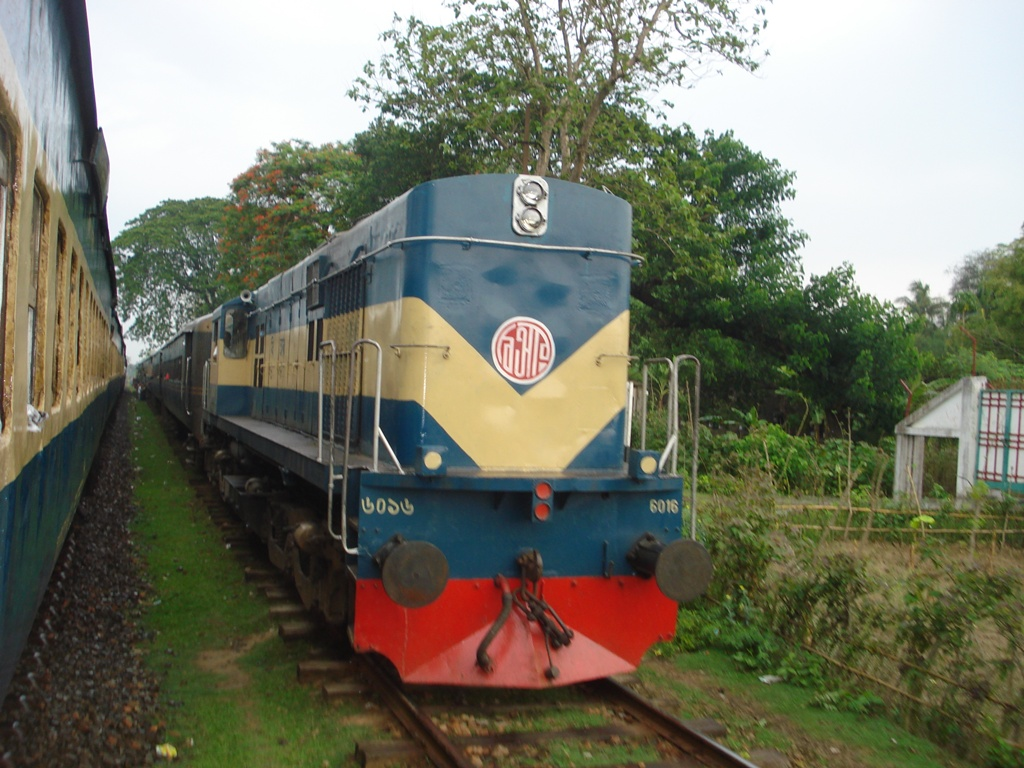
Alco-Diesellokomotive in Jessore

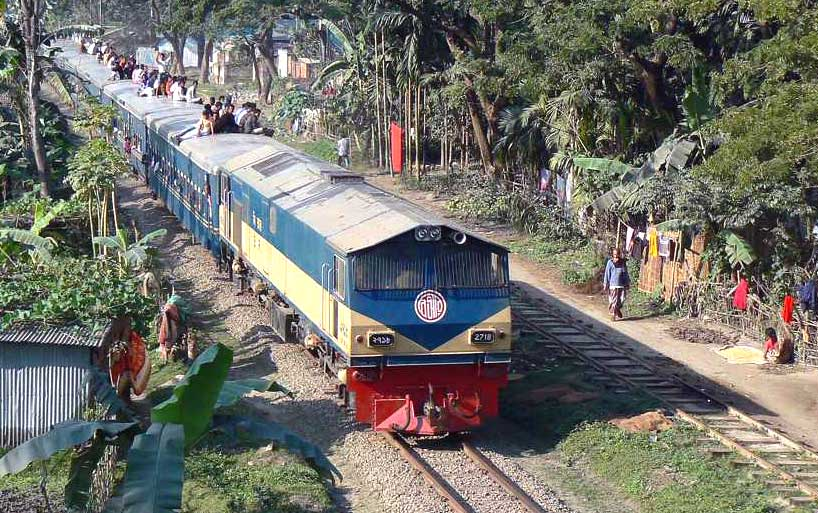
Intercity Train Tista Express

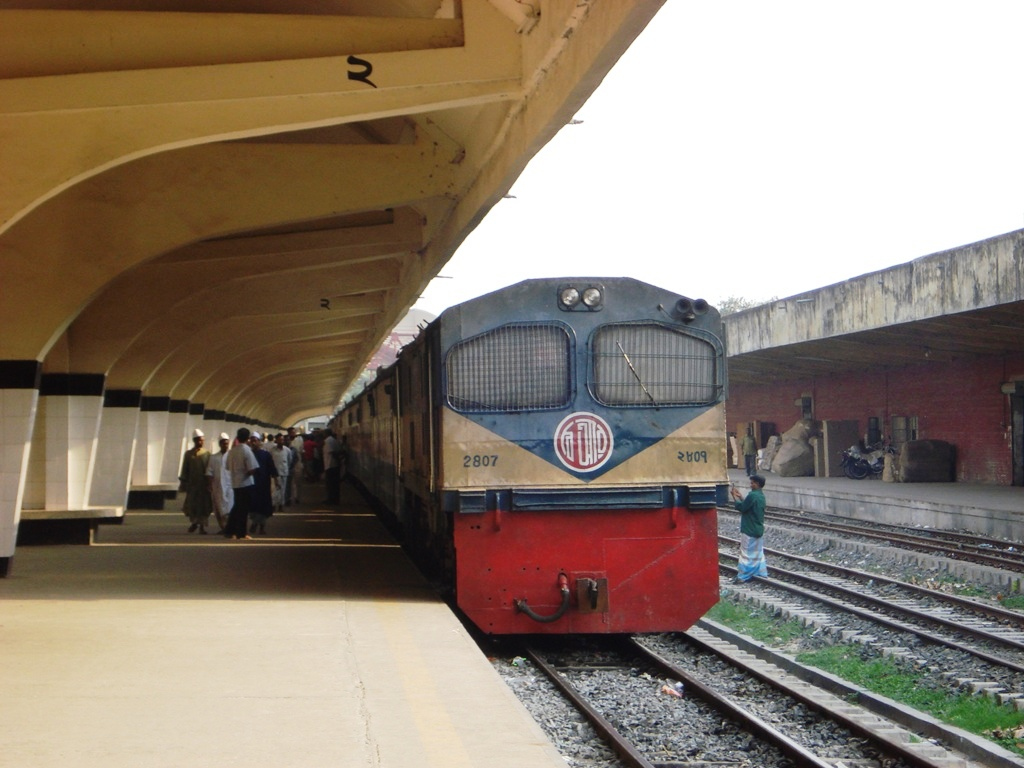
Eine DMW YDM4-Diesellok des Jamuna Express am Bahnhof von Kalampur

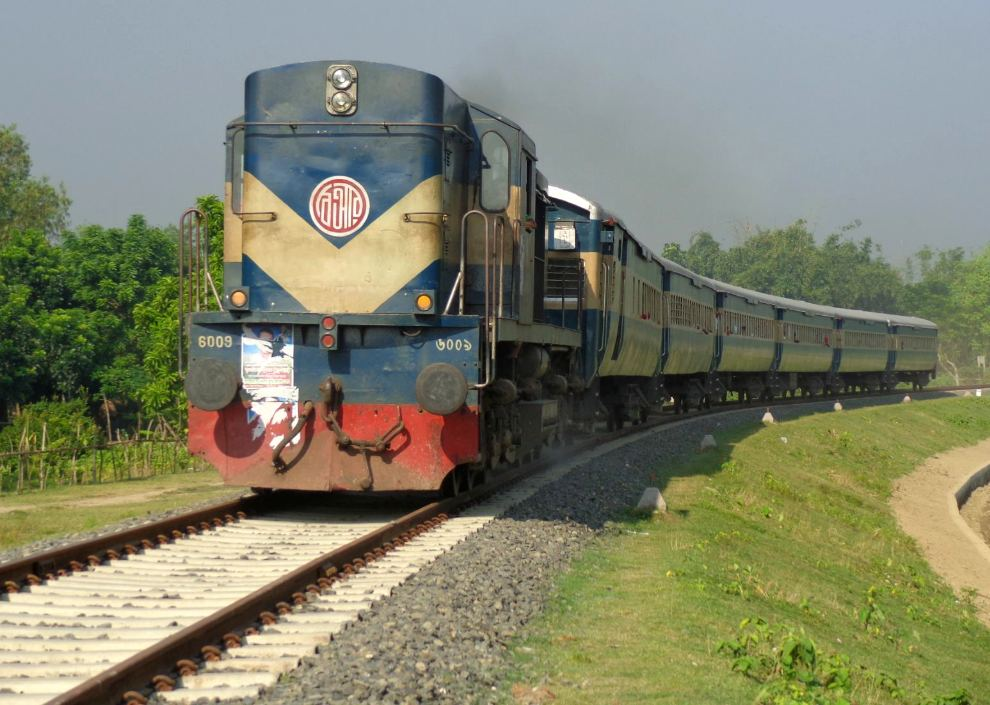
Faridpur Express

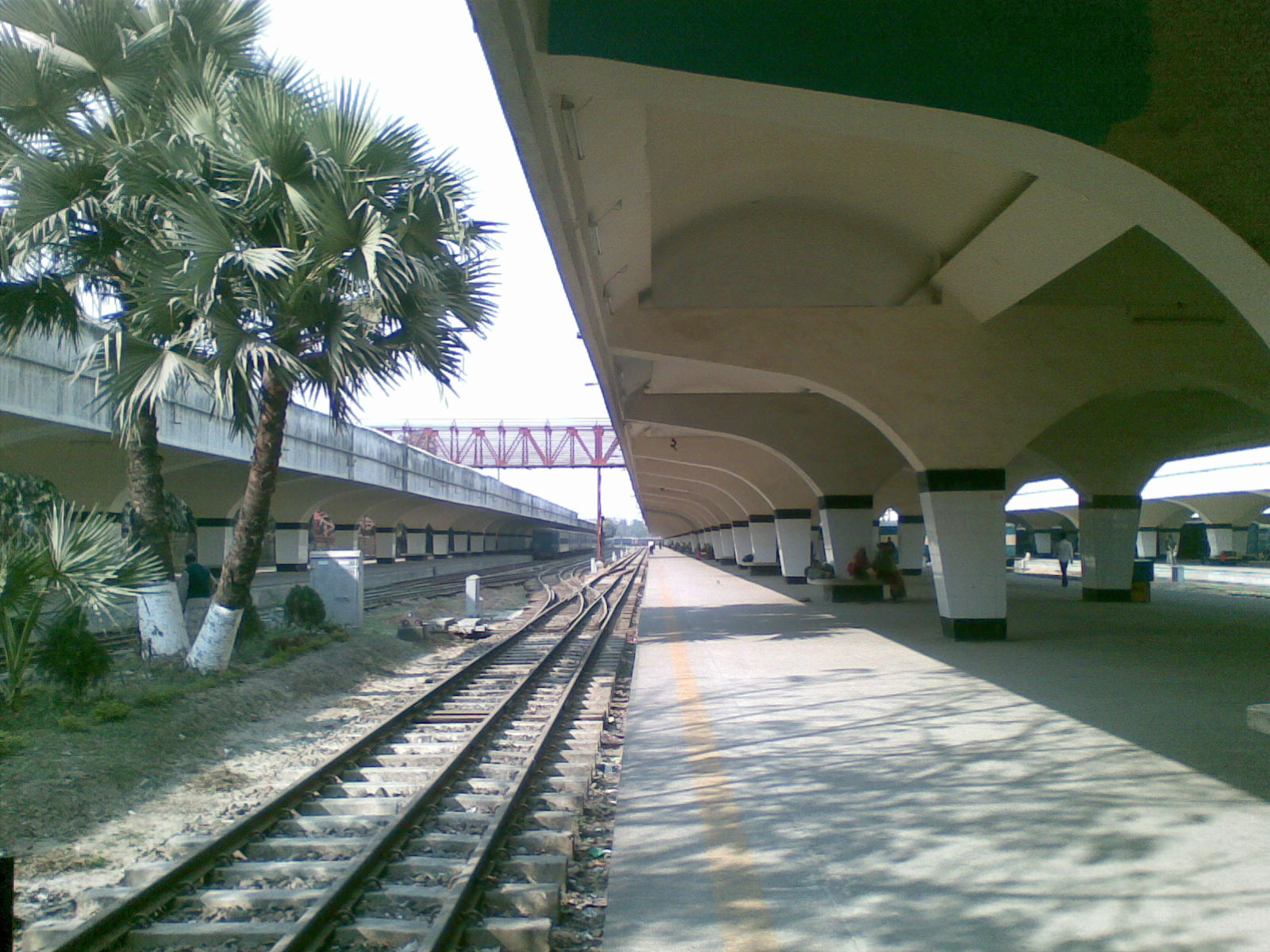
Bahnhof von Kamlapur (Dhaka)

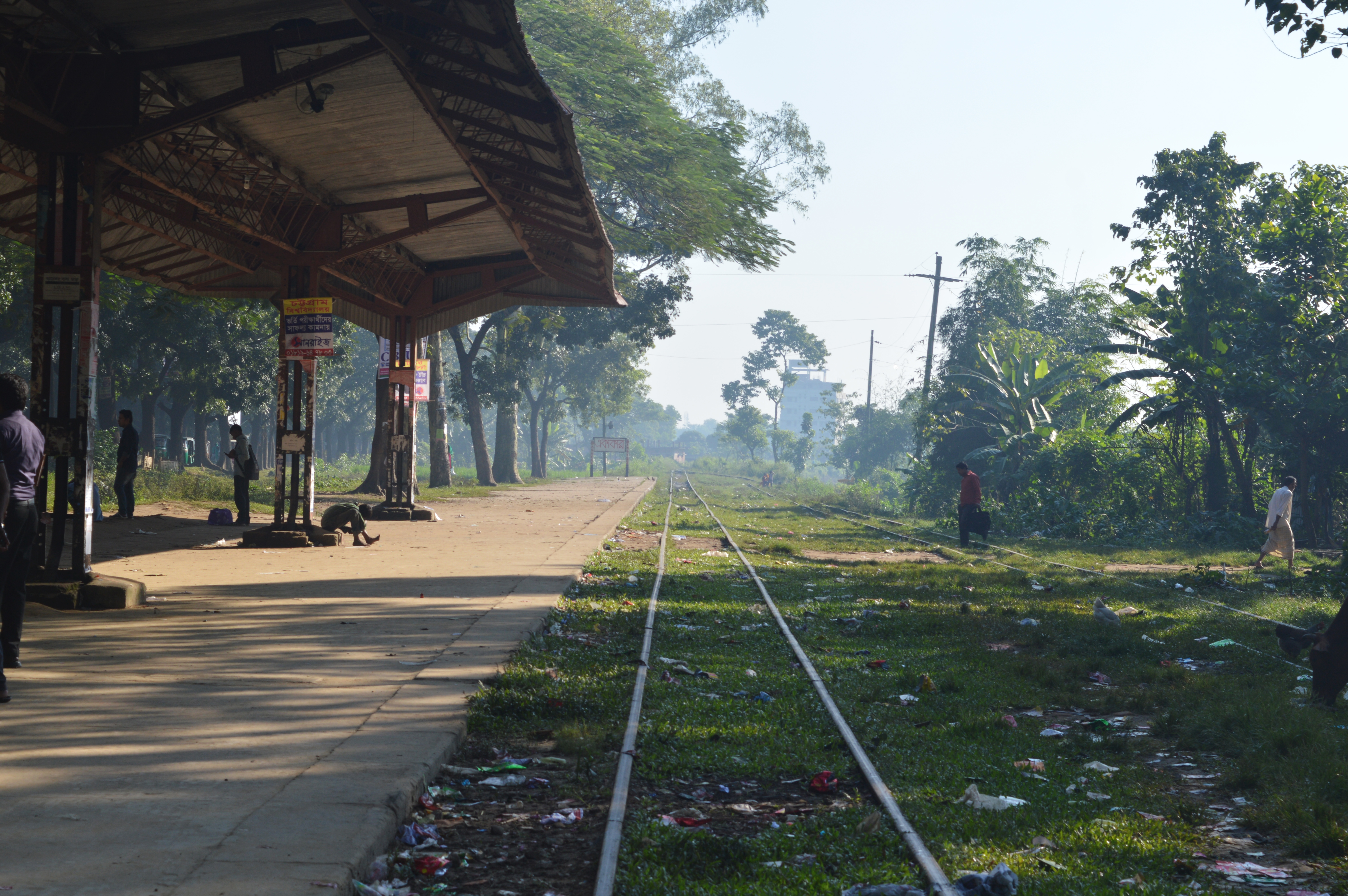
Bahnhof an der Chittagong University

Die Lokomotiven von Bangladesh Railway, die auf den Meterspur-Linien ihren Dienst verrichten, sind entweder dieselelektrische oder dieselhydraulische Zugmaschinen. Sie sind ganz überwiegend nordamerikanischen Ursprungs (z. B. Alco oder General Motors). Einige Maschinen wurden aus Ungarn importiert. In den 1990er Jahren wurden 21 MEL 15-Lokomotiven aus Deutschland und 10 MED 14-Lokomotiven aus Indien erworben.
Der Lokomotiv-Bestand 2012/13 betrug 295, davon 217 Meterspur- und 78 Breitspurlokomotiven. Dazu kamen 1489 Personenwagen (1165 Meterspur, 324 Breitspur) und 13.050 Güterwagen (10.383 Meterspur und 2667 Breitspur).

## Unfälle
Insgesamt gehört der Zugverkehr zu den sichersten Verkehrsmitteln Bangladeschs und ist um ein Vielfaches sicherer als der Straßenverkehr (gemessen an Unfällen pro Personenkilometer). Dennoch kam es in der Vergangenheit mehrfach zu Unfällen mit schwerem Sach- und Personenschäden. In den Jahren 2009 und 2010 gab es 60 bzw. 59 Tote bei Eisenbahnunfällen. Hauptunfallrisiko sind die vielen niveaugleichen Bahnübergänge. Der bisher wohl schwerste Unfall ereignete sich am 16. Januar 1989 beim Frontalzusammenstoß zweier Züge bei Maizdi Khan, zwischen Dhaka und Tongi mit mindestens 110 Toten.

## Ausbaupläne, Anbindung an das indische Eisenbahnnetz
Während es zur Zeit Britisch-Indiens keine zu überwindenden Grenzen in der Region gab, änderte sich dies nach der Unabhängigkeit Indiens und Pakistans 1947. Die letzten Eisenbahnverbindungen zwischen Indien und dem damaligen Ostpakistan wurden nach dem Zweiten Indisch-Pakistanischen Krieg eingestellt. Nach der Unabhängigkeit von Bangladesch 1971/72 wurden wieder Eisenbahnverbindungen aktiviert, später aber dann aufgrund politischer Differenzen während der Zeit des Militärregimes in Bangladesch 1975 bis 1990 nicht mehr sonderlich gepflegt. Seit dem Amtsantritt der Regierung der Awami-Liga unter Hasina Wajed nach der Parlamentswahl 2008 haben sich die Beziehungen Bangladeschs zu Indien deutlich verbessert. Beide Länder arbeiten auf eine intensivere wirtschaftliche und politische Zusammenarbeit hin. Die beiden großen Seehäfen Bangladeschs, Chittagong und (in geringerem Maße) Mongla hätten im Prinzip das Potential, die Hauptumschlagshäfen für den Nordosten Indiens zu werden. Die verkehrsmäßige Verbindung der Metropole Kolkata nach Assam wäre wesentlich einfacher und direkter über bangladeschisches Territorium zu gewährleisten als über den indischen „Flaschenhals“ („chickens neck“) bei Shiliguri. Momentan fehlen hierfür jedoch weitgehend die infrastrukturellen Voraussetzungen. Der Hafen von Mongla ist zurzeit nicht einmal an das Eisenbahnnetz angeschlossen. Indien und Bangladesch haben eine Reihe von Verträgen abgeschlossen, die eine Verknüpfung der beidseitigen Eisenbahnnetze vorsehen. Ein wesentlicher Punkt dabei ist der Umbau und Ausbau wichtiger bangladeschischer Strecken zur Breitspur bzw. zu dualen Spur. Bangladesch wird in diesen Bauvorhaben durch indische Kredite unterstützt. Als Auftakt zur engeren Zusammenarbeit wurde ab dem 14. April 2008 (dem Neujahrsbeginn nach bengalischem Kalender) eine direkte Zugverbindung zwischen Kolkata und Dhaka, der Maitree Express („Freundschafts-Express“) eingerichtet.
Längerfristig gibt es Visionen, dass Bangladesch ein wesentlicher Transportknotenpunkt im Rahmen des Trans-Asian Railway (TAR)-Netzwerks, das einen breiten Eisenbahnkorridor von Südostasien bis nach Europa bilden soll, werden könnte.
Vorrangig sollen in nächster Zeit unter anderem die beiden folgenden Strecken ausgebaut werden:
- Tongi-Akhaura-Laksham-Chittagong, und
- Tongi-Akhaura-Kulaura-Shahbazpur/Mohisasan (Indien)

Das beinhaltet einen abschnittsweise zweigleisigen Ausbau und einen späteren Umbau auf Dreischienengleis.
Nach der Eröffnung eines 61 km langen Teilstücks am 18. April 2015 waren insgesamt 153 km der 321 km langen Eisenbahnstrecke Dhaka-Chittagong zweispurig (zunächst in Meterspur) ausgebaut. Die Reisezeit verkürzte sich dadurch um 30 Minuten. Am selben Tag wurde auch der Grundstein zum weiteren Ausbau der Bahnlinie Laksham-Akhaura zum Dreischienengleis und zur Doppelspur gelegt. Der Ausbau soll bis 2020 fertiggestellt sein. Die Finanzierung erfolgt über die Asiatische Entwicklungsbank, die Europäische Investitionsbank und die Regierung Bangladeschs.
Zwischen Agartala (Indien) und Akhaura (Bangladesch) soll bis Ende 2017 eine Eisenbahnverbindung hergestellt werden, so dass die nordöstlichen indischen Bundesstaaten einen Eisenbahnanschluss an Bangladesch und damit Zugang zum Hafen von Chittagong bekommen. Die lange vernachlässigte und schließlich stillgelegte Eisenbahnverbindung zwischen den Grenzbahnhöfen Shahbazpur im Bangladesch und Mohisasan in Assam soll wieder reaktiviert werden und die zuführenden Strecken sollen ausgebaut werden.
| Grenzstationen | Grenzstationen                                           | in Betrieb seit                    |
| --- | -------------------------------------------------------- | ---------------------------------- |
| 1 | Gede (Westbengalen, Indien)– Darsana (Bangladesch)       | seit 1972                          |
| 2 | Singhabad (Westbengalen, Indien)– Rohanpur (Bangladesch) | seit 1992                          |
| 3 | Petrapole (Indien)– Benapole (Bangladesch)               | seit 2001                          |
| 4 | Radhikapur (Indien)– Birol (Bangladesch)                 | seit 1. April 2005 außer Betrieb†  |
| 5 | Mahisasan (Assam, Indien)– Shahbazpur (Bangladesch)      | seit Dezember 1996 außer Betrieb†† |
| 6 | Agartala (Tripura, Indien)– Akhaura (Bangladesch)        | Eröffnung geplant 2017             |
| † aufgrund von Spur-Inkompatibilität: auf indischer Seite zur Breitspur ausgebaut, der Ausbau fehlt auf bangladeschischer Seite noch †† Strecke in schlechtem Zustand, der Betrieb wurde aufgrund mangelnder Nachfrage eingestellt; eine Reaktivierung sowie Ausbau sind in Arbeit |                                                          |                                    |